# The Legacy (worstelteam)
The Legacy was een professioneel worstelteam dat actief was in de World Wrestling Entertainment op WWE Raw. Het team bestond uit Cody Rhodes, Ted DiBiase en Randy Orton. Het team was actief in 2009 en 2010. 

## In worstelen
- Rhodes' finishers
  - Cross Rhodes (Inverted swinging neckbreaker)
  - The Silver Spoon DDT (Snap DDT)

- DiBiase's finishers
  - Cobra clutch legsweep
  - Dream Street (Cobra clutch slam)

## Kampioenschappen en prestaties
- World Wrestling Entertainment
  - WWE Championship (3 keer) – Orton
  - Royal Rumble (2009) – Orton